# 하일초등학교 장춘분교
하일초등학교 장춘분교는 경상남도 고성군 하일면 춘암4길 1 (춘암리)에 있었던 분교이다.

## 연혁
- 1940. 08. 15.	춘암간이학교 개교
- 1946. 05. 10.	장춘국민학교 교명 개칭
- 1983. 03. 01.	병설유치원 개원
- 1992. 12. 29.	급식소 식당, 현관 및 상하층 신축
- 1996. 03. 01.	장춘초등학교로 교명 개칭
- 1999. 09. 01.	하일초등학교 장춘분교장으로 편입
- 2012. 02. 17.	제64회 졸업식(총:1,939명)
- 2012. 03. 01.	하일초등학교 장춘분교장 폐교